# Freihafeneisenbahn Kopenhagen
| Freihafeneisenbahn Kopenhagen        | Freihafeneisenbahn Kopenhagen |
| ------------------------------------ | ----------------------------- |
| Freihafenbahn mit Lokschuppen (1915) |                               |
| Streckenlänge:                       | etwa 20 km                    |
| Spurweite:                           | 1435 mm (Normalspur)          |
|                                      |                               |

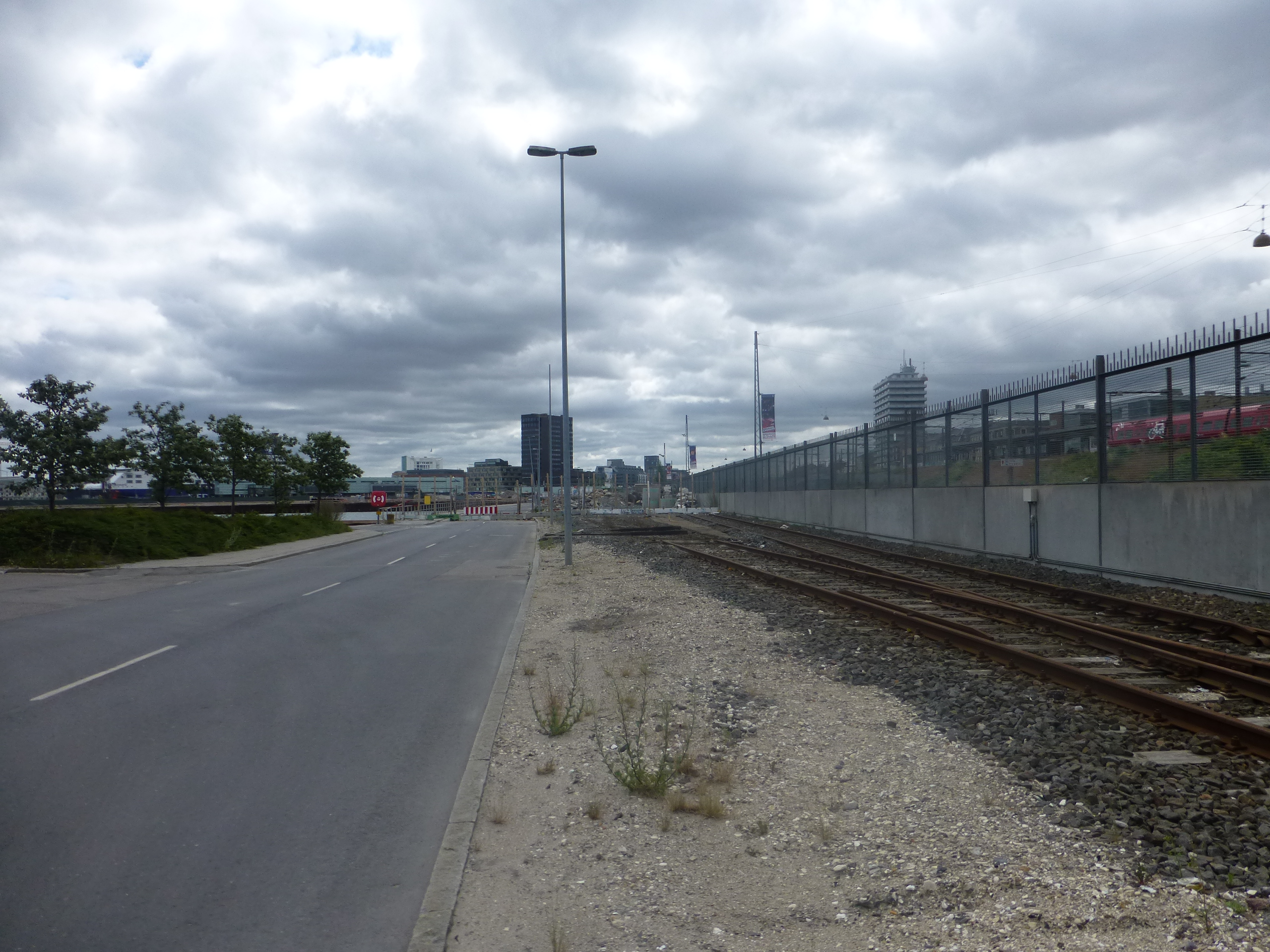
Ehemaliges Gleis der Frihavnsjernbanen zwischen Gittervej und dem Zaun (2013)

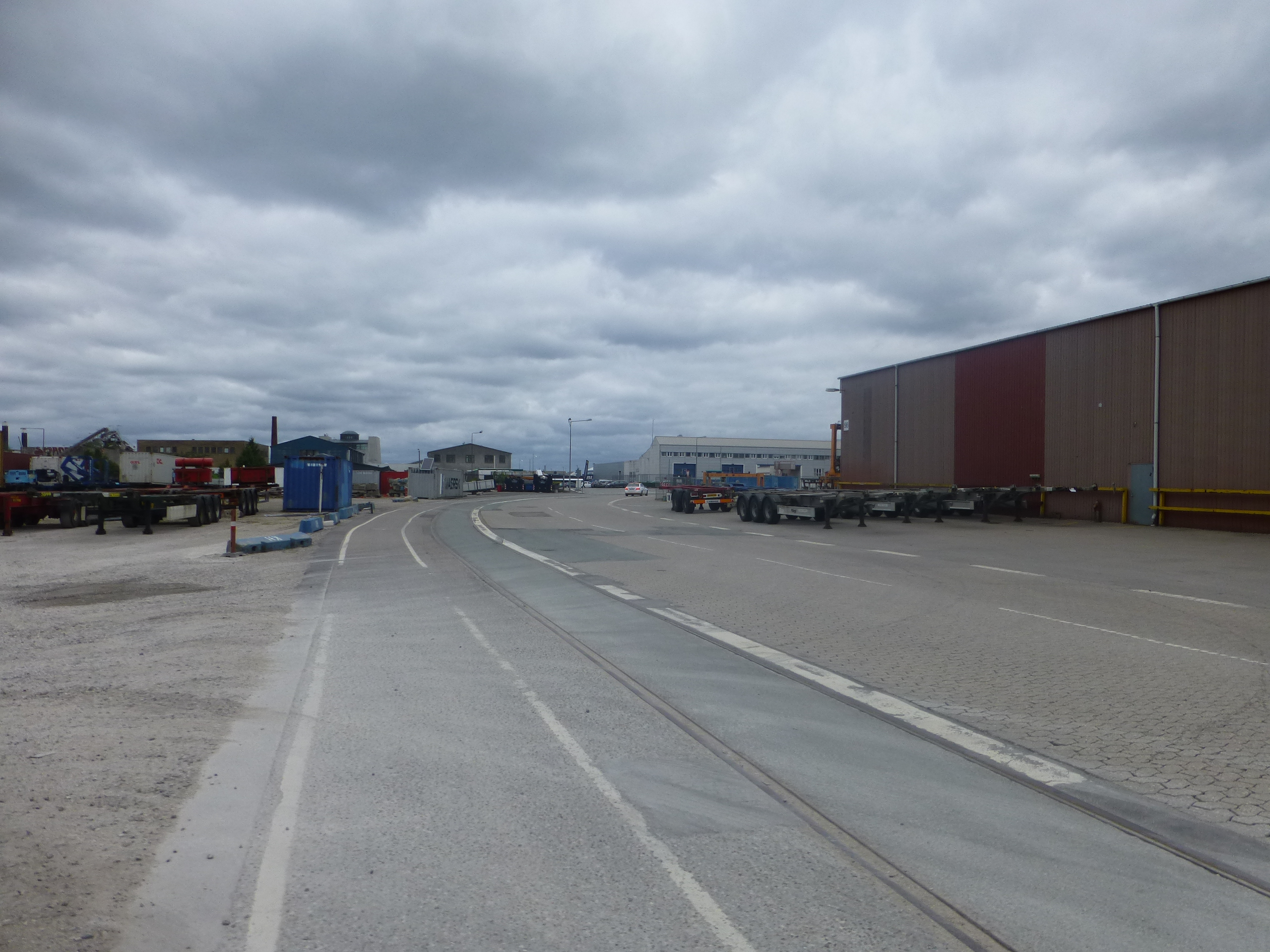
Gleis entlang des Industrivej

Die Freihafeneisenbahn Kopenhagen (dänisch Frihavnsjernbanen) war eine private dänische Güterbahn im Freihafen von Kopenhagen. Sie schloss den Hafen an den Rangierbahnhofteil des Bahnhofes Østerport der Danske Statsbaner (DSB) an. Die Bahnstrecke befand sich zollrechtlich im Ausland und war von einem Gusseisengitterzaun umgeben.
Sie wurde von der Kjøbenhavns Frihavns-Aktieselskab (KFA) und ihren Nachfolgegesellschaften betrieben und 2005 stillgelegt. Bereits 1985 war die Strecke zum südlichen Freihafen (dänisch Søndre Frihavn) stillgelegt worden, als dieser Bereich als Freihafen geschlossen wurde.

## Geschichte
Am Ende der 1800er Jahre nahm der internationale Schiffsverkehr im Hafen von Kopenhagen stark zu. Zugleich wurde der Nord-Ostsee-Kanal eröffnet und in Hamburg ein großer Freihafen gegründet. Da in Kopenhagen die Konkurrenz erkannt wurde, wurde beschlossen, einen großen Freihafen nördlich der Zitadelle in Østerbro mit tiefem Wasser, Kaianlagen, Kränen und anderen modernen Hafenanlagen zu bauen.

### Københavns Frihavns-Aktieselskab
Københavns Frihavns-Aktieselskab (KFA) wurde am 25. April 1891 gegründet. Gebaut wurde der erste Hafen der Welt, in dem alle Anlagen allein durch elektrische Energie angetrieben wurden. Der Hafen wurde mit einem Gitter eingezäunt und galt somit als Ausland, wo Waren gelöscht und gelagert werden konnten, ohne durch die Kontrollen des dänischen Zolls erfasst zu werden.
Der Hafen wurde am 9. November 1894 für den Verkehr freigegeben, gleichzeitig wurde die Eisenbahnfährverbindung nach Malmö eröffnet. Der Hafen wurde an den neuen Bahnhof Østerport angeschlossen, der mit dem Toldboden (eine Zollstelle) und dem Hafengebiet am Larsens Plads mit zwei Gleisen verbunden wurde. Eines davon gehörte Danske Statsbaner, das andere der Freihafengesellschaft. Diese Gleise führten am so genannten Lukkede Vej mit einer eigenen Zollstelle entlang und waren bis 1975 in Betrieb.
Der Verkehr mit Personen- und Güterwagen zwischen Østerport und dem Freihafenbahnhof wurde von der Staatsbahn durchgeführt, alle anderen bahntechnischen Aufgaben im Hafen oblagen der KFA.
Der Freihafen Kopenhagen hatte ein eigenes, etwas mehr als 20 Kilometer langes Gleisnetz und führte mit eigenen Lokomotiven alle Rangierfahrten innerhalb des Geländes durch. Von Anfang an war ein mit Wellblech gedeckter zweiständiger Lokschuppen vorhanden. Der Schuppen stand bei der Zollwache an der Folke Bernadotte Allé. Die Zahl der abgefertigten Güterwagen waren unterschiedlich, um 1920 waren es 50.000 pro Jahr, 1928 wurden jedoch nur 18.244 Güterwagen zwischen KFA und DSB ausgetauscht.
Bis Mitte der 1950er Jahre arbeitete KFA mit drei Rangiergruppen, zwei davon während der normalen Arbeitszeit von 7.00 Uhr bis 16.30 Uhr und einer Abendgruppe von 12 bis 20 Uhr, die bei Bedarf länger im Einsatz war, bis ein Schiff ausgeladen war. Für interne Transporte von einem Schiff zu einem anderen oder von einem Lager zu einem anderen wurden Güterwagen verwendet. Zu diesem Zweck hatte KFA eine kleine Anzahl eigene offene Wagen, die eine KFA-Nummer trugen und grau bemalt waren, so dass sie leicht von Staatsbahnwagen zu unterscheiden waren.
Während des Zweiten Weltkrieges endete der Übersee-Verkehr, aber es wurden große Mengen Torf als Brennmaterial über den Freihafen verschifft. Ein Teil der Lagerhallen wurde für die Lagerung von Torf verwendet und dieser von dort aus mit Pferd und Wagen an die Verbraucher verteilt. In der Endphase des Krieges war der Freihafen Ziel von Lazarettzügen aus Osteuropa, ferner wurden eine beträchtliche Zahl von Flüchtlingen in Schuppen und Lagerhallen untergebracht.
In den 1970er Jahren wurden neue Containerkräne gebaut. DSB richtete einen direkten Containerganzzug zwischen Kopenhagen und Hamburg mit einer Fahrzeit von 20 Stunden ein. Dies war viel schneller als der Transport per Schiff, die Einnahmen aus dem Schiffsverkehr waren weiter rückläufig.
1978 wurden 7.312 Wagen zwischen KFA und DSB ausgetauscht. In den späten 1970er Jahren war die Lage der KFA so schlecht, dass das Unternehmen am 30. Juni 1979 liquidiert wurde.

### Københavns Frihavns & Stevedore A/S
Nachfolger wurde die Københavns Frihavns & Stevedore A/S (KFS).
Die Bahnstrecken im südlichen Freihafen wurden 1985 abgebrochen, als gleichzeitig der Freihafen geschlossen wurde. Danach war der Hafen Umladepunkt für die Frachtroute DanLink zwischen Kopenhagen und Helsingborg. Dieser Umladepunkt wurde am 3. November 1986 eröffnet und am 30. Juni 2000 wieder geschlossen.
Bis 1988 führte die Bahn durch das Kastellet, wobei bei dessen Rekonstruktion die Bahn und das Gleisbett verschwanden. Zur gleichen Zeit wurde der Lokschuppen abgerissen. Von Toldboden führte ursprünglich die Gefionbroen über die Bahn.

### Copenhagen Malmö Port AB

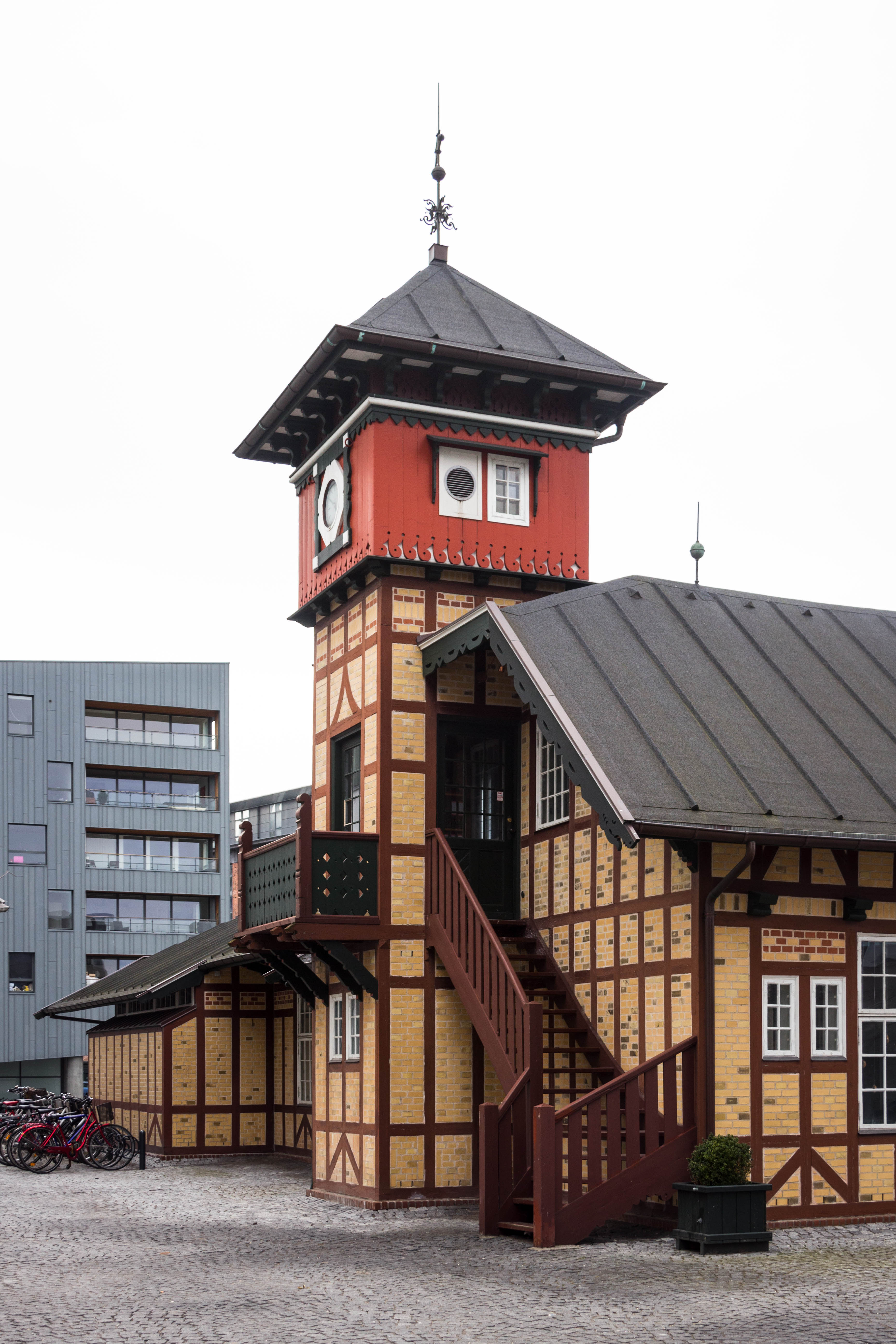
Ehemaliges Bahnhofsgebäude der Freihafeneisenbahn Kopenhagen

2001 wurde beschlossen, den Hafen von Kopenhagen mit dem Hafen in Malmö unter gleicher Verwaltung zu stellen, der von der Gesellschaft Copenhagen Malmö Port AB (CMP) betrieben wurde. 2005 wurde der Betrieb auf dem noch vorhandenen Gleisnetz eingestellt und die Fahrzeuge verkauft, so dass der Eisenbahnbetrieb im Freihafen nach 111 Jahren endete.
2013 war die Streckenführung teilweise noch zu sehen. Große Teile der Strecke entlang des Gittervej (jetzt teilweise Tromsøgade), Glückstadtsvej (jetzt Southamptongade) und Industrivej waren noch intakt, jedoch mit einigen Unterbrechungen für Fußgängerwege zu und von den Kreuzfahrtschiffen, die an mehreren Kais festmachten. Am Orient Plads und am Lüdersvej (jetzt Helsinkigade) konnten noch Gleisreste gefunden werden. Sie wurden beseitigt, als das Gelände für die Bebauung mit Wohngebäuden hergerichtet wurde. Außerhalb des ehemaligen Gitterzaunes können immer noch Teile des ehemaligen Hafengleises am Sundkrogskaj und am Kalkbrænderiløbskaj gefunden werden.
Das bekannteste Gebäude im Freihafen war das Bahnhofsgebäude, das der DSB-Architekt Heinrich Wenck entworfen hatte. Es wurde 1986 restauriert, 2002 abgebaut und drei Jahre später am Amerika Plads wieder errichtet.

## Fahrzeuge
Ende der 1890er Jahre beschaffte KFA drei Dampflokomotiven des Typs HS, die bei der Danske Statsbaner verwendet wurden. 1920 wurde eine weitere Lok dieses Typs gekauft. 1932 ging KFA zum Dieselbetrieb über. 1954 mietete KFA von DSB eine kurze Zeit die HS 381.
| Nummer | Hersteller         | Baujahr   | im Einsatz |
| ------ | ------------------ | --------- | ---------- |
| KFA 1  | Neilson & Company  | 4754/1894 | 1894–1933  |
| KFA 2  | Neilson & Company  | 4857/1895 | 1895–1933  |
| KFA 3  | Hartmann           | 2309/1897 | 1897–1933  |
| KFA 4  | Orenstein & Koppel | 8320/1920 | 1920–1933  |

| Nummer  | Hersteller         | Baujahr    | im Einsatz | vorher |
| ------- | ------------------ | ---------- | ---------- | --- |
| KFA 1   | Triangel           | 1367/1932  | 1932–1966  | 1981 an De Danske Sukkerfabrikker, Sydhavnen. 1989 an FDSB, Skælskør. 2006 an Dansk Jernbane Klub, Marslev. |
| KFA 2   | Triangel           | 1368/1932  | 1932–1971  | verschrottet                                                                                                |
| KFA 3   | Triangel           | 1369/1933  | 1933–1987  | 1987 an FDSB                                                                                                |
| KFA 4   | Triangel           | 1370/1933  | 1937–1938  | 1937 an DSB, Traktor 70                                                                                     |
| KFA 4"  | Sentinel           | 10152/1962 | 1963–2002  | 2002 an Dansk Jernbane Klub                                                                                 |
| –       | Orenstein & Koppel | 26659/1968 | 1987–2005  | 1987 von Bell Lines 46, Rotterdam, 2005 verkauft an B. V. Rotterdam.                                        |
| CMP 374 | Frichs             | 778/1963   | 1999–2005  | DSB MH (II) 374                                                                                             |
| CMP 378 | Frichs             | 782/1963   | 2002–2005  | DSB MH (II) 378                                                                                             |